# Felipe Pérez Santiago
Felipe Pérez Santiago (Mexico-Stad, 12 november 1973) is een Nederlands componist.
In 1996 behaalde hij aan het Centro de Investigación y Estudios Musicales, Mexico een graad in componeren en op de Royal Schools of Music of London een graad in muziektheorie.
In datzelfde jaar, daarbij ondersteund door een beurs van het National Fund for the Culture and Arts (FONCA), Mexico, verhuist hij naar Nederland om aan het Rotterdams conservatorium onder leiding van Peter-Jan Wagemans en Klaas de Vries verder te studeren. In 2001 behaalde hij hier het componistendiploma (cum laude). Daaraan parallel studeerde hij nog elektronische muziek o.l.v. René Uijlenhoet en behaalde daarin zijn mastersgraad in 2003. Hij staat bekend als een van de componisten van de Rotterdamse School.
Zijn composities omvatten uiteenlopende genres, waaronder: concerten, dansmuziek, opera, video- en filmmuziek en multimediaproducties. Die laatste zijn uitgevoerd in verschillende landen in Europa, Australië en Noord- en Zuid-Amerika.
In 2005 verwierf hij de Nederlandse nationaliteit.

## Belangrijke composities
El Ansia (2000)
Dit stuk voor strijkkwartet werd op het festival Drzwi Otwarte (open deuren) in Krakow, Polen uitgevoerd en opgenomen.
Camposanto (2003)
De première van deze compositie vond plaats in San Francisco, California. Het werd verder opgenomen in de wereldtour van de Kronos Quartet, die hiervan meer dan 30 uitvoeringen hebben gegeven, onder andere in het Sydney Opera House, het Parijse Théâtre de la Ville en in de Carnegie Hall in New York.
Straight around (2005)
Op uitnodiging van het Staatstheater am Gaertnerplatz in München, werd deze balletmuziek in samenwerking met choreograaf Dylan Newcomb van het Münchense Ballettheater gecomponeerd.
In bewerking
- Een stuk dat zal worden uitgevoerd door het cello-octet Conjunto Ibérico tezamen met een kamerkoor (première 2007)
- Een nieuw stuk voor het Kronos Quartet (première 2007)

## Biografie

### Prijzen
Institut de Musique Électroacoustique de Bourges (2001)
Deze prijs werd hem toegekend voor het stuk Ofaniel (ángel de la luna).
Kronos Under 30 Project
Deze prijs was voor het ten behoeve van het Kronos kwartet geschreven stuk Camposanto.
Onassis Foundation
Muziek voor Dans Concours toegekend voor het stuk "Eppur si Scende"

### Aanstellingen
2001
Als gastcomponist  aan het Centre de Creation Musicale Iannis Xenakis (CCMIX) in Parijs.
2002
Als gastcomponist aan de Studio for ElectroInstrumental Music (STEIM) in Amsterdam. Het hier gecomponeerde stuk Cempoal, voor strijkkwartet en elektronische muziek, werd uitgevoerd door het Doelenkwartet (strijkkwartet van het Rotterdams Filharmonisch Orkest).
2003
In 2003 ontving hij een uitnodiging als gastcomponist aan het Centrum voor Elektronische Muziek in Amsterdam.
Diverse uitnodigingen
Als docent en voor lezingen door diverse instituten Europa, de V.S. en Zuid-Amerika.